# Centro Desportivo de Quarteira
O CDQ - Centro Desportivo de Quarteira, é uma associação de carácter desportivo sediado na freguesia de Quarteira, no Distrito de Faro, em Portugal.

## História

### Formação e objectivos
Esta colectividade foi fundada no dia 15 de Outubro de 2007, com os objectivos de manter uma escola de atletismo, apoiar e promover as práticas desportivas junto da comunidade, especialmente para deficientes motores, e organizar eventos ligados ao desporto.

## Caracterização

### Resultados Desportivos

#### Resultados Desportivos mais relevantes a nível Internacional
No Meeting de Marcha Atlética, realizado a 21 de Fevereiro de 2010, em Olhão, Anabela Moreira obteve a nona posição entre os atletas europeus nos 20 km, sendo a 7ª no Campeonato de Portugal.
A 20 de Março de 2011 pela primeira vez um atleta do escalão júnior, Nilson Tavares, participou no campeonato do mundo de corta-mato, que se realizou em Punta Umbría, em Espanha.
A presença de atletas na Maratona de Sevilha, Nova Iorque, Madrid e outras, representa a acção de desenvolvimento e apoio popular aliada à componente competitiva.

#### Campeonatos de Portugal e Taças de Portugal
| Época     | Salto Altura | km Jovem | Triatlo Técnico | Atleta Completo | Clubes M | Clubes F | Clubes P.Coberta M | Clubes P.Coberta F | Marcha Estrada Ini M | Marcha Estrada Ini F | Marcha Estrada Inf M | Marcha Estrada Inf F | Taça de Portugal Marcha F | Taça Portugal Marcha |
| --------- | ------------ | -------- | --------------- | --------------- | -------- | -------- | ------------------ | ------------------ | -------------------- | -------------------- | -------------------- | -------------------- | ------------------------- | -------------------- |
| 2007/2008 | 46º          | 25º      | 99º             | 53º             | 30º      | -        | -                  | -                  | -                    | -                    | -                    | -                    | -                         | -                    |
| 2008/2009 | 19º          | 36º      | 37º             | 51º             | 38º      | 27º      | -                  | -                  | -                    | -                    | -                    | -                    | -                         | -                    |
| 2009/2010 | 16º          | 38º      | 25º             | 49º             | 42º      | 23º      | 39º                | 32º                | -                    | 1º                   | -                    | -                    | 4º                        | -                    |
| 2010/2011 | 6º           | 26º      | 70º             | 39º             | 46º      | 25º      | 41º                | 27º                | 2º                   | 1º                   | 1º                   | 2º                   | 2º                        | 3º                   |
| 2011/2012 | 10º          | 21º      | 52º             | 28º             | 45º      | 24º      | -                  | -                  | -                    | 2º                   | 2º                   | -                    | 3º                        | -                    |
| 2012/2013 | -            | -        | -               | -               | -        | -        | 32º                | 25º                | -                    | -                    | -                    | -                    | 2º                        | 1º                   |
| 2013/2014 | -            | -        | -               | -               | -        | -        | -                  | -                  | 1º                   | -                    | -                    | -                    | -                         | 4º                   |
| 2014/2015 | -            | -        | -               | -               | -        | -        | -                  | -                  | -                    | -                    | -                    | -                    | -                         | -                    |
| 2015/2016 | -            | -        | -               | -               | -        | -        | -                  | -                  | -                    | -                    | -                    | -                    | -                         | -                    |
| 2016/2017 | -            | -        | -               | -               | -        | -        | -                  | -                  | -                    | -                    | -                    | -                    | -                         | -                    |

Em 2011 continuando a sua progressão de qualidade o clube foi a 6ª equipa de Portugal no salto em altura de "sala"

##### Campeonato Nacional deCorta-Mato
| Época     | Juvenis M | Juniores M | Absolutos M | Absolutos F |
| --------- | --------- | ---------- | ----------- | ----------- |
| 2007/2008 | -         | -          | -           | -           |
| 2008/2009 | -         | -          | -           | -           |
| 2009/2010 | 12º       | 11º        | 4º          | 5º          |
| 2010/2011 | -         | -          | -           | -           |
| 2011/2012 | -         | -          | 16º         | -           |
| 2012/2013 | -         | -          | -           | -           |
| 2013/2014 | -         | -          | -           | -           |
| 2014/2015 | -         | -          | -           | -           |
| 2015/2016 | -         | -          | -           | -           |
| 2016/2017 | -         | -          | -           | -           |

Top 20 no número de participantes em competições Nacionais

#### Campeonatos Regionais doAlgarve

##### Campeonatos dePistapor Equipas
| Época     | Benj M | Benj F | Inf M | Inf F | Ini M | Ini F | Juv M | Juv F | Jun M | Jun F | Sub-23 M | Sub-23 F | Absoluto M | Absoluto F |
| --------- | ------ | ------ | ----- | ----- | ----- | ----- | ----- | ----- | ----- | ----- | -------- | -------- | ---------- | ---------- |
| 2007/2008 | -      | -      | 12º   | 8º    | 1º    | 3º    | 3º    | 4º    | 3º    | 6º    | -        | -        | 3º         | 2º         |
| 2008/2009 | -      | -      | 4º    | 2º    | 2º    | 2º    | 2º    | 6º    | 4º    | 4º    | 3º       | 5º       | 3º         | 3º         |
| 2009/2010 | -      | -      | 1º    | 8º    | 7º    | 6º    | 4º    | 8º    | 1º    | 2º    | 2º       | 1º       | 2º         | 1º         |
| 2010/2011 | 6º     | 3º     | 1º    | 5º    | 5º    | 3º    | 4º    | 3º    | 4º    | 7º    | 4º       | 1º       | 6º         | 1º         |
| 2011/2012 | 2º     | 3º     | 2º    | 3º    | 2º    | 4º    | 6º    | 4º    | 9º    | 4º    | 4º       | 3º       | 4º         | 3º         |
| 2012/2013 | 6º     | 7º     | 5º    | 5º    | -     | -     | 4º    | 2º    | 3º    | 4º    | 2º       | -        | 4º         | 3º         |
| 2013/2014 | 4º     | 3º     | 5º    | 5º    | 2º    | 11º   | 2º    | 7º    | 7º    | 5º    | 9º       | 6º       | 9º         | 7º         |
| 2014/2015 | -      | -      | -     | -     | -     | -     | -     | -     | -     | -     | -        | -        | -          | -          |
| 2015/2016 | -      | -      | -     | -     | -     | -     | -     | -     | -     | -     | -        | -        | -          | -          |
| 2016/2017 | -      | -      | -     | -     | -     | -     | -     | -     | -     | -     | -        | -        | -          | -          |

##### Campeonatos deCorta-Matopor Equipas
| Época     | Benj M | Benj F | Inf M | Inf F | Ini M | Ini F | Juv M | Juv F | Jun M | Jun F | Cross Curto M | Cross Curto F | Absoluto M | Absoluto F |
| --------- | ------ | ------ | ----- | ----- | ----- | ----- | ----- | ----- | ----- | ----- | ------------- | ------------- | ---------- | ---------- |
| 2007/2008 | -      | -      | -     | -     | -     | -     | -     | -     | -     | -     | -             | -             | 4º         | -          |
| 2008/2009 | -      | -      | -     | 2º    | 2º    | -     | -     | -     | -     | -     | 4º            | -             | -          | -          |
| 2009/2010 | 1º     | -      | -     | -     | -     | 3º    | 3º    | -     | 2º    | -     | 2º            | -             | 6º         | 1º         |
| 2010/2011 | -      | 5º     | 2º    | -     | 4º    | 2º    | -     | -     | -     | -     | 2º            | 3º            | 4º         | -          |
| 2011/2012 | 3º     | 3º     | -     | -     | -     | 2º    | -     | -     | -     | -     | 7º            | 3º            | 7º         | 2º         |
| 2012/2013 | 5º     | -      | -     | -     | 1º    | 2º    | 3º    | 3º    | -     | -     | 7º            | 4º            | 7º         | 2º         |
| 2013/2014 | -      | 1º     | -     | -     | 3º    | -     | -     | -     | -     | -     | -             | -             | -          | -          |
| 2014/2015 | -      | 1º     | -     | -     | -     | -     | -     | -     | -     | -     | 9º            | 4º            | -          | -          |
| 2015/2016 | -      | 6º     | -     | -     | -     | 5º    | 2º    | -     | -     | -     | 7º            | 3º            | 6º         | 2º         |
| 2016/2017 | 3º     | 5º     | -     | 2º    | 4º    | -     | -     | -     | -     | -     | 5º            | -             | -          | -          |
| 2017/2018 | 4º     | 4º     | 2º    | 2º    | 5º    | -     | -     | -     | -     | -     | 7º            | 4º            | 4º         | 3º         |
| 2018/2019 | 2º     | 5º     | 1º    | -     | -     | 3º    | 3º    | -     | -     | -     | -             | -             | 5º         | -          |
| 2019/2020 | -      | -      | -     | -     | 4º    | 1º    | 3º    | -     | -     | -     | 9º            | 5º            | 8º         | 4º         |

##### Campeonatos deMarcha atléticapor Equipas
| Época     | Benj M | Benj F | Inf M | Inf F | Ini M | Ini F | Juv M | Juv F | Jun M | Jun F | Absoluto M | Absoluto F | G. P. Pechão | Taça do Algarve |
| --------- | ------ | ------ | ----- | ----- | ----- | ----- | ----- | ----- | ----- | ----- | ---------- | ---------- | ------------ | --------------- |
| 2007/2008 | -      | -      | -     | -     | -     | -     | -     | -     | -     | -     | -          | -          | 7º           | -               |
| 2008/2009 | -      | -      | -     | 1º    | 2º    | -     | -     | -     | -     | -     | -          | -          | 2º           | -               |
| 2009/2010 | 1º     | -      | -     | -     | -     | 1º    | -     | -     | -     | -     | -          | -          | 1º           | 1º              |
| 2010/2011 | -      | 2º     | 1º    | 2º    | -     | 2º    | -     | -     | -     | -     | -          | -          | 1º           | 2º              |
| 2011/2012 | 1º     | 1º     | 1º    | -     | -     | 2º    | -     | -     | -     | -     | -          | 2º         | 2º           | 2º              |
| 2012/2013 | 1º     | 2º     | -     | -     | -     | 2º    | -     | -     | -     | -     | -          | 1º         | 2º           | 2º              |
| 2013/2014 | -      | 2º     | -     | 2º    | 1º    | -     | -     | -     | -     | -     | -          | -          | -            | -               |
| 2014/2015 | -      | 2º     | 1º    | -     | -     | -     | -     | -     | -     | -     | -          | -          | -            | -               |
| 2015/2016 | 2º     | 2º     | -     | 2º    | -     | -     | -     | -     | -     | -     | -          | -          | -            | -               |
| 2016/2017 | -      | 2º     | -     | 1º    | -     | -     | -     | -     | -     | -     | -          | -          | 2º           | -               |
| 2017/2018 | -      | -      | -     | 1º    | -     | 1º    | -     | -     | -     | -     | -          | -          | -            | -               |
| 2018/2019 | -      | -      | -     | -     | -     | 1º    | -     | -     | -     | -     | -          | -          | -            | -               |
| 2019/2020 | -      | -      | -     | -     | -     | 1º    | -     | -     | -     | -     | -          | -          | -            | -               |

#### Estrada e Corta-Mato

##### Campeonato de Estrada e Provas de Corta-Mato por Equipas
| Época     | Seniores (Estrada) M | Seniores (Estrada) F | Corta-Mato de Pechão | Corta-Mato de S. Maria | Corta-Mato de Quarteira | Corta-Mato de Areias |
| --------- | -------------------- | -------------------- | -------------------- | ---------------------- | ----------------------- | -------------------- |
| 2007/2008 | 4º                   | -                    | 4º                   | -                      | -                       | -                    |
| 2008/2009 | 6º                   | -                    | 3º                   | 4º                     | 1º                      | 4º                   |
| 2009/2010 | 5º                   | 3º                   | 3º                   | 4º                     | 2º                      | 4º                   |
| 2010/2011 | 4º                   | -                    | 3º                   | 1º                     | 1º                      | 4º                   |
| 2011/2012 | 6º                   | 1º                   | 4º                   | 3º                     | 1º                      | 3º                   |
| 2012/2013 | 5º                   | -                    | 5º                   | 3º                     | -                       | 4º                   |
| 2013/2014 | -                    | -                    | 10º                  | 16º                    | -                       |                      |
| 2014/2015 | 11º                  | -                    | 5º                   | 7º                     | 2º                      |                      |
| 2015/2016 | 8º                   | 4º                   | 4º                   | -                      | 2º                      |                      |
| 2016/2017 | 6º                   | -                    | 4º                   | -                      | 3º                      |                      |
| 2017/2018 | 7º                   | 4º                   | 4º                   | -                      | 1º                      |                      |
| 2018/2019 | 7º                   | -                    | 2º                   | -                      | -                       |                      |
| 2019/2020 | 8º                   | 7º                   | 3º                   | -                      | 1º                      |                      |

### Resultados mais importantes a nivelIndividual
No Torneio Marchador Jovem "Raquel Carvalho", realizado em Fevereiro de 2011, na vila da Batalha, os atletas Nuno Barros e Rodrigo Marques ficaram, respectivamente, em segundo e terceiro lugar, na modalidade de infantis masculinos, e Catarina Marques sagrou-se campeã nos 4 quilómetros de iniciados femininos, também Anabela Moreira se sagrou campeã nacional de veteranas.
Em 2012 disputou-se em Quarteira o Campeonato Nacional de Marcha Atlética onde Anabela Moreira se sagrou Campeã Nacional de veteranas, Artur Xavier Domingos foi 3º nos iniciados bem como Nuno Barros em infantis, subindo ao pódio na segunda posição Rodrigo Marques.

## Recordes Regionais

### 2008
- Recorde Regional do Lançamento do Peso em Juniores Femininos, pela atleta Vanessa Martins, na localidade de Vila Real de Santo António, em 3 de Maio.[13]

### 2009
- Recorde Regional do Salto em Altura em Pista Coberta em Iniciados, pelo atleta Miguel Santos, na localidade de Vila Real de Santo António, no dia 28 de Março.[14]
- Recorde Regional de 60 e 200 metros em Pista Coberta no Escalão de Juniores, pelo atleta José Pires, respectivamente, em Espinho, no dia 24 de Janeiro, e em Sevilha, a 16 de Fevereiro.[14]

### 2010
- Recorde Regional do Lançamento do Peso de 4 quilogramas, por Vanessa Martins, na categoria de Sub-23, em 27 de Junho.[13]

### 2011
- Recorde Regional dos 1000 metros, na modalidade de marcha escalão Iniciada, estabelecido pela atleta Catarina Marques em Quarteira, no dia 13 de Maio
- Recorde Regional dos 5000 metros, na modalidade de marcha escalão Iniciada, estabelecido pela atleta Catarina Marques em Pombal no nacional de juvenis[15]
- Recorde Regional dos 1000 metros, na modalidade de marcha escalão Infantil, estabelecido pelo atleta Nuno Barros em Quarteira, no dia 13 de Maio[12]

- Recorde Regional dos 2000 metros, na modalidade de marcha escalão Infantil, estabelecido pelo atleta Nuno Barros em Faro, no dia 8 de Junho[12]

### 2012
- Recorde Regional dos 2000 metros, na modalidade de marcha escalão Infantil, estabelecido pelo atleta Rodrigo Marques em Quarteira, no dia 23 de Maio[16]
- Recorde Regional dos 2000 metros, na modalidade de corrida escalão Sub-23, estabelecido pelo atleta João Rhodes Ramos em Vila Real S. António, no dia 23 de Dezembro
- Recorde Regional dos 1000 metros em pista coberta, na modalidade de corrida escalão Sub-23 e Absoluto, estabelecido pelo atleta João Rhodes Ramos em Braga, no dia 29 de Dezembro

### 2013
- Recorde Regional de salto com vara, dos escalões de Juvenil, Junior e Sub-23, estabelecido pela atleta Catarina Marques em Pombal, no dia 23 de Janeiro[16]

### 2019
- Record Regional Lançamento do peso (3kg), com a marca de 13,27metros, por Letícia Lopes no 37.º Torneio Nacional Olimpico Jovem - Lagoa 2019

- Record Regional Lançamento do disco (750g), com a marca de 40,34metros, por Letícia Lopes no 37.º Torneio Nacional Olimpico Jovem - Lagoa 2019

## Recordes Nacionais

### 2019
- Recorde Nacional Lançamento do Peso de 3 quilogramas a uma distância de 14,43mts, por Letícia Lopes, na categoria de Iniciados, em Pombal no dia 3 de Agosto de 2019, durante o XXIV Internacional Throwing Meeting de Leiria Nota: esta atleta estabeleceu 8 marcas acima de 12,88.

### Listas Nacionais - Ranking
Tambem na pista coberta se encontram resultados de grande Qualidade

### Número de praticantes
No ano de 2010, o número de praticantes que se associaram a este clube ultrapassou a centena, tendo atingido a vigésima quarta posição entre os clubes com mais filiados, ao nível nacional.

### Realização de eventos
Em Setembro de 2010, o Centro organizou, com o apoio da Câmara Municipal de Loulé e da Junta de Freguesia de Quarteira, a 1ª Meia Maratona e Caminhada de Quarteira.
O Meeting Internacional de Atletismo "Cidade de Quarteira apoiado pela Câmara Municipal de Loulé e Junta de Freguesia de Quarteira realiza-se desde 2009 e Meeting de Atletismo da Cidade de Quarteiracom esta organização de destaque que elevou o nome de Quarteira e do concelho de Loulé.
A disciplina do Corta-Mato também designada de Cross country tem no primeiro Domingo do mês de Novembro desde 2008 um espaço onde os melhores atletas iniciam a sua época desportiva.

## Reconhecimento
Governo Cívil do Distrito de Faro, reconhece o clube e os atletas após a conquista da Taça do Algarve de marcha.
- GOVERNO CIVIL - 01

O clube foi distinguido pela autarquia de Loulé na Gala do Desporto Loulé Concelho, realizada em Junho de 2011.